# The Local Stigmatic
The Local Stigmatic es un mediometraje dirigido por David F. Wheeler y producido y protagonizado por Al Pacino. El filme tiene una duración de 56 minutos y cuenta la historia de dos cockneys sociopatas de clase trabajadora que recorren las calles y bares de Londres y organizan un ataque a un famoso actor. The Local Stigmatic se basa en la obra de teatro del mismo nombre de Heathcote Williams.
La película fue rodada y montada durante fines de la década de 1980; Pacino se encargó de financiar la producción y pasó varios años editandola. Finalmente se proyectó en el Museo de Arte Moderno de Nueva York en marzo de 1990, pero nunca llegó a ser estrenada en los cines. Fue lanzada en formato DVD como parte de «Al Pacino Box Set» en junio de 2007.

## Reparto
- Al Pacino - Graham
- Paul Guilfoyle - Ray
- Joseph Maher - David